# Kalou (ustensile de cuisine)
Pour les articles homonymes, voir Kalou.

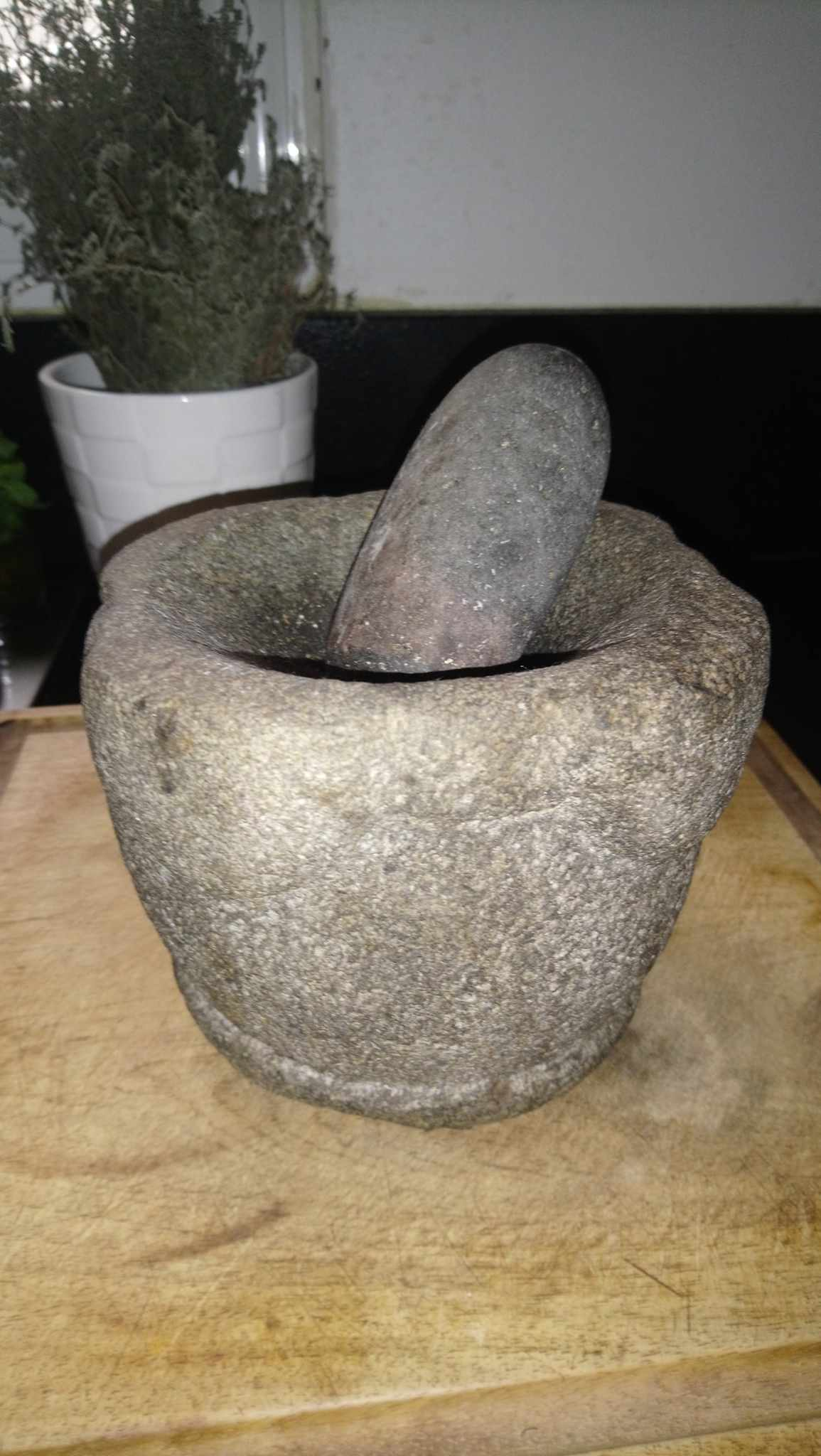
Un kalou traditionnel.

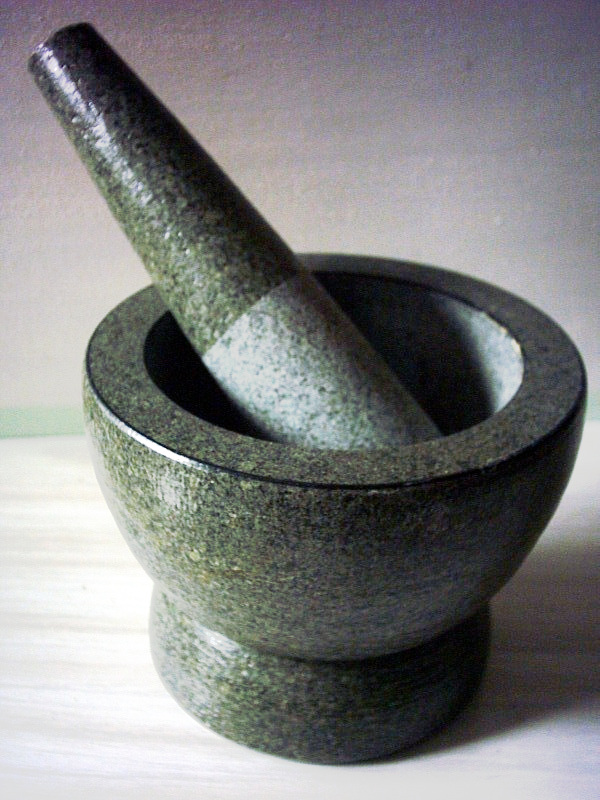
Un kalou industriel moderne.

Un kalou est un mortier en pierre et un pilon de la même matière utilisé sur l'île de La Réunion. C'est l'ustensile de cuisine indispensable pour la cuisine réunionnaise. Il sert notamment à piler le gingembre, le sel et le piment pour la préparation du carry.